# 5-HT2A受体
5-HT2A受体是5-HT2受體的一个亚型，属于5-羟色胺（血清素）受体的一种，它是一种G蛋白偶联受体（GPCR）。
它是LP-12、LP-44、血清素、5-甲氧基色胺、8-OH-DPAT等药物的标靶。